# Institut du cerveau et de la moelle épinière
Institut du cerveau et de la moelle épinière [enstity dyservó edela moal épinjér] (ICM), česky Ústav pro výzkum mozku a míchy, je nadace a středisko základního i klinického výzkumu pro neurologii a lékařství se sídlem v Paříži, na místě někdejší nemocnice Pitié-Salpêtrière. Byl založen jako obecně prospěšná společnost 24. září 2010 za přítomnosti ministryně zdravotnictví.

## Popis
V nové budově, postavené podle plánů architekta Jeana-Michela Wilmotte, pracuje kolem 600 vědců, výzkumníků a techniků, kteří se zabývají studiem mozku, neurologických a psychiatrických chorob (Alzheimerova, Parkinsonova nemoc, dystonie, epilepsie, roztroušená skleróza, mrtvice, rakovina, demence, deprese, obsedantně-kompulzivní porucha, autismus atd.) i onemocnění míchy (paraplegie, kvadriplegie atd.), a to jak v základním výzkumu, tak v klinické aplikaci. Těmito chorobami trpí jen v Evropě kolem 10 milionů lidí, proto se francouzský veřejný i soukromý sektor spojil s vědeckými ústavy a univerzitami a zřídil tuto nadaci a ústav.

## Zakládající členové
ICM sdružuje osobnosti ze všech oblastí života (medicína, sport, obchod, film atd.), kteří do služeb nadace vložili své různé odborné znalosti: Gérard Saillant (prezident ICM), Yves Agid (vědecký ředitel), Olivier Lyon-Caen, Luc Besson, Louis Camilleri, Jean Glavany, Maurice Lévy, Jean-Pierre Martel, Max Mosley, Lindsay Owen-Jones, Michael Schumacher, Jean Todt, David Rothschild nebo Serge Weinberg. Patrony ICM jsou herci Jean Reno a Michelle Yeoh.

## Partneři
Partnery ICM jsou jak politické a státní instituce, tak univerzity, sportovní svazy, podniky, nadace i soukromé osoby.

## Inkubátor iPEPS
Součástí ICM je i inkubátor firem či podniků, který má pomáhat uplatnění výsledků ve zdravotnictví, ve školství i v hospodářství.. V prosinci 2019 bylo v tomto inkubátoru více než 27 společností.